# Alejandra Vengoechea
María Alejandra Vengoechea (sinh ngày 12 tháng 3 năm 1998) là người mẫu Colombia và là hoa hậu cuộc thi sắc đẹp, người đã đăng quang Á hậu 2 tại cuộc thi Hoa hậu Colombia 2019. Sau đó, cô đã được thăng chức Á hậu 1 khi chủ nhân thực sự, Laura Olascuaga của Bolívar từ bỏ vị trí Á hậu 1, do đó Alejandra được đảm nhận danh hiệu Hoa hậu Quốc tế Colombia 2019. Alejandra đại diện cho Colombia tại Hoa hậu Quốc tế 2019, cuộc thi được tổ chức vào cuối năm 2019 và dừng chân ở vị trí Á hậu 3.

## Các cuộc thi

### Hoa hậu Colombia 2019
Alejandra đại diện cho Cục Atlántico tại cuộc thi sắc đẹp quốc gia, Hoa hậu Colombia 2019 được tổ chức vào ngày 12 tháng 11 năm 2018, nơi cô trở thành Á hậu 2. Sau đó, cô được thăng hạng lên Á hậu 1 khi chủ nhân thực sự, Laura Olascuaga của Bolívar từ bỏ vị trí Á hậu 1 và kể từ khi người giữ chức Á hậu 1 tại cuộc thi Hoa hậu Colombia cũng được đảm nhận danh hiệu Hoa hậu Quốc tế Colombia, Alejandra được trao danh hiệu Hoa hậu Quốc tế Colombia 2019. 

### Hoa hậu quốc tế 2019
Alejandra  đại diện cho Colombia tại cuộc thi Hoa hậu Quốc tế 2019. Cô đã giành được danh hiệu á hậu 3 cùng với sự đăng quang ngôi vị hoa hậu của Sireethorn Leearamwat đến từ Thái Lan.